# Russell Means
Russell Charles Means (Wanblee, 10 de novembro de 1939 - Porcupine, 22 de outubro de 2012) foi um índio Oglala Sioux (uma das sete tribos do povo Lakota) que ficou conhecido pelo seu ativismo como defensor dos direitos dos índios americanos. Foi um activista político libertário. Tornou-se um membro proeminente do The American Indian Movement (AIM), uma organização ativista dos Estados Unidos da América, fundada em 1968 em Minneapolis, Minnesota, por índios americanos urbanos. Em 1968 ajudou a AIM a organizar eventos que atraíram a atenção da imprensa internacional.
Means participou ativamente em questões internacionais relacionadas com os índios americanos, incluindo trabalhos com grupos na América Central e na América do Sul e com as Nações Unidas pelo reconhecimento dos seus direitos. Envolveu-se em política na sua reserva índia (The Pine Ridge Indian Reservation) e também a nível estatal e nacional.
Casou cinco vezes. Os quatro primeiros casamentos acabaram em divórcio. À data da sua morte, Charles Means era casado com a sua quinta mulher, Pearl Means. Means teve dez filhos.
Participou em vários filmes como actor, com destaque para o seu papel de chefe Chingachgook na película O Último dos Moicanos (1992). A sua autobiografia (Where White Men Fear to Tread) foi publicada em 1995.
A causa de morte foi um câncro do esófago que se espalhou pela língua, gânglios linfáticos e pulmões. Means disse à Associated Press que estava a rejeitar "tratamentos médicos convencionais em favor de remédios tradicionais ameríndios e tratamentos alternativos"
Seu último trabalho para o cinema foi o filme Tiger Eyes (Olhos de Tigre), onde atuou ao lado de seu filho, o também ator Tatanka Means. Tiger Eyes estreou nos cinemas em julho de 2013, oito meses após o falecimento de Russell Means.